# Нагель, Эрнест
Эрнест На́гель (англ. Ernest Nagel; 1901, Нейштадтль, Австро-Венгрия (ныне Нове-Место, Словакия) — 1985, Нью-Йорк, США) — чешско-американский философ науки. Вместе с Р. Карнапом, Х. Райхенбахом и К. Г. Гемпелем считается одним из крупнейших учёных в движении логического позитивизма.
Разработал концепцию так называемого «контекстуального натурализма», близкую к материализму, но содержащую ряд положений в духе неопозитивизма и прагматизма.
Автор ряда трудов по логике и методологии науки, в том числе «Введение в логику и научный метод» (англ. An introduction to logic and scientific method, 1934; совместно с М. Р. Коэном), «Логика без метафизики» (англ. Logic without metaphysics, 1956), «Доказательства Гёделя» (англ. Gödel's Proof,), в соавторстве с Джеймсом Ньюменом (1958), «Структура науки» (англ. The Structure of Science, 1961).
Нагель полагал, что человечество является «случайным событием» в истории космоса. Поскольку ценность моральных норм зависит от их совпадения с реальными физическими, биологическими и социальными потребностями, то моральная ценность идеала определяется его способностью организовывать и направлять человеческую деятельность. Нагель предпочитал говорить о себе как о «материалисте» и «контекстуальном натуралисте». Его натурализм включал в себя такие способности как воображение, либеральные ценности и человеческую мудрость
Член Национальной академии наук США (1978).